# En droppe regn
En droppe regn är en låt som framfördes av Niclas Wahlgren i den svenska Melodifestivalen 2006. Bidraget som skrevs av Ingela "Pling" Forsman, Bobby Ljunggren och Henrik Wikström tog sig vidare till Andra chansen.
Melodin testades på Svensktoppen den 14 maj 2006 , men missade listan .

## Listplaceringar
Singeln nådde som högst 55:e plats på den svenska singellistan.
| Lista (2006) | Topplacering |
| ------------ | ------------ |
| Sverige      | 55           |